# NGC 3094
NGC 3094 este o galaxie situată în constelația Leul. A fost descoperită în 31 decembrie 1885 de către Johann Palisa. Se află la o distanță de 35,6 de megaparseci de Pământ.